# Bandera pro-damnificados por las riadas
La Bandera pro-damnificados por las riadas en el País Vasco y Cantabria fue una competición de remo, concretamente de traineras, que tuvo lugar en Castro Urdiales en 1983.

## Historia
Con motivo de recaudar fondos para los damnificados por las inundaciones ocurridas en 1983 en el País Vasco y Cantabria, se celebró esta regata en la que participaron 12 tripulaciones. Se recaudaron un total de 600.000 pesetas, gracias a las decenas de autobuses que llegaron para ver la disputa de la competición.

## Resultado
| Puesto | Tanda | Baliza | Nombre      | Tiempo     |
| ------ | ----- | ------ | ----------- | ---------- |
| 1º     | 1     | 2      | Zumaya      | 20:44:3/10 |
| 2º     | 1     | 3      | Kaiku       | 21:14:4/10 |
| 3º     | 2     | 1      | Ciérvana    | 21:19:2/10 |
| 4º     | 1     | 4      | Santurce    | 21:31:8/10 |
| 5º     | 2     | 4      | Algorta     | 22:10:1/10 |
| 6º     | 2     | 2      | Mundaca     | 22:11:1/10 |
| 7º     | 3     | 1      | Ondárroa    | 22:15:4/10 |
| 8º     | 3     | 2      | Fortuna     | 22:22:0    |
| 9º     | 2     | 3      | Castro      | 22:22:3/10 |
| 10º    | 3     | 4      | Iberia      | 22:29:9/10 |
| 11º    | 1     | 1      | Pedreña     | 22:30:6/10 |
| 12º    | 2     | 3      | Portugalete | 22:36:5/10 |

- Datos: Q2919519